# La fratellanza della Sacra Sindone
La fratellanza della Sacra Sindone è un romanzo della scrittrice spagnola Julia Navarro.

## Trama
Nel duomo di Torino, scoppia l'ennesimo incendio che viene prontamente spento, ma contestualmente viene ritrovato il cadavere di un muto, e non è il primo, ne sono stati ritrovati altri coinvolti negli incidenti precedenti.
Il Capitano dei Carabinieri del Comando per la Tutela del Patrimonio Artistico, Marco Valoni, vuole approfondire l'indagine sull'accaduto che sembra a tutti un semplice incendio. Apparentemente sembra essere stato causato da un banale corto circuito, nessun danno alle opere d'arte, per questo non si capisce perché il muto era all'interno del Duomo carbonizzato.
Valoni coordina l'affascinante storica dell'arte Sofia Galloni e la sua efficientissima squadra nell'intento di scoprire se al centro di tutto vi sia l'obiettivo di trafugare la Sacra Sindone. Ed è a partire da quest'ultima che si svolgono le indagini dei carabinieri che li conducono sulle tracce di un ristretto gruppo di uomini colti, raffinati, ma soprattutto di grande potere, che sembrano nutrire un particolare interesse per il Sacro Lino.
Analizzando la storia di quest'ultimo l'autrice ripercorre la storia della Sindone, dalle ultime ore di Gesù, passando per l'impero bizantino, analizzando la storia dei Templari fino a giungere alla Turchia di oggi.

## Edizioni
- Julia Navarro, La fratellanza della Sacra Sindone, traduzione di Jole Da Rin, quarta ed., collana Omnibus, Arnoldo Mondadori Editore, 2005,  p. 405, ISBN 88-04-53709-4.